# Ботабайколь
Ботабайколь (каз. Ботабайкөл) — озеро в Алтынсаринском районе Костанайской области Казахстана. Находится в 4 км к югу от села Темир-Казык (ранее село Арыстанколь).
По данным топографической съёмки 1944 года, площадь поверхности озера составляет 1,53 км². Наибольшая длина озера — 1,7 км, наибольшая ширина — 1,1 км. Длина береговой линии составляет 4,7 км, развитие береговой линии — 1,06. Озеро расположено на высоте 187,6 м над уровнем моря.